# Mario Vallejo
Mario Alberto Vallejo (San Luis, Argentina, 10 de febrero de 1987) es un futbolista argentino, jugador del  Defensores de Potrero de los Funesde la Liga Sanluiseña de Fútbol  de San Luis (Argentina) que pertenece a la Asociación del Fútbol Argentino.

## Trayectoria
Dejó su San Luis natal cuando apenas era un niño. Tenía 11 años cuando un cazatalentos "canalla" lo vio jugar en la escuelita de fútbol de Potrero de los Funes.
En un marcador lateral derecho con gran proyección y de buena pegada que tuvo su debut absoluto en la primera auriazul el 15 de mayo del año 2010, cuando Central igualó sin tantos con Vélez Sarsfield en condición de visitante, en el último partido del torneo Clausura, antes de que los auriazules jugaran los dos encuentros de Promoción ante All Boys.
En Central jugó en las inferiores de la AFA desde el 2001 hasta el 2008 cuando comenzó a alternar entre reserva y primera. Debutó en reserva el 12 de febrero de 2008, ante Boca Juniors, cuando el DT era Adrián Czornomaz.
Tras ello Mario pasó a préstamo a Atlético Tucumán para disputar la temporada del Campeonato de Primera B Nacional 2010-11, donde jugó 8 partidos y recibió 4 tarjetas amarillas. Para la temporada 2011-2012 retornó de su préstamo a Rosario Central e integró el plantel que disputó la primera mitad del torneo pero sin siquiera ingresar un minuto al campo de juego, el vínculo era a préstamo por un año y se logró la desvinculación de común acuerdo.

### Club Sportivo Estudiantes[1]
En 2012 vuelve a su ciudad natal para jugar en Estudiantes  con quien logra el Torneo del Interior 2012 y un año más tarde el Torneo Argentino B 2012/13  que jugando la final marcó el gol del empate (1 a 1) ante Atlético Policial que le daría el ascenso al Argentino A.
Federal A 2014 fue su tercer ascenso con el verde retornando a la Primera B Nacional (jugó 68 partidos y convirtió 6 goles con el club en la B Nacional).

## Clubes
Actualizado el 27 de Enero de 2025
| Club                                       | País      | Año         | PJ  | Goles |
| ------------------------------------------ | --------- | ----------- | --- | ----- |
| Rosario Central                            | Argentina | 2010        | 1   | 0     |
| Atlético Tucumán                           | Argentina | 2010 - 2011 | 8   | 0     |
| Estudiantes de San Luis                    | Argentina | 2012 - 2017 | 161 | 22    |
| Juventud Unida Universitario               | Argentina | 2017 - 2018 | 25  | 3     |
| Estudiantes de San Luis                    | Argentina | 2018 - 2019 | 16  | 0     |
| Deportivo Maipú                            | Argentina | 2019-2020   | 10  | 2     |
| Total                                      |           |             | 221 | 27    |
| Independiente de Chivilcoy                 | Argentina | 2020-2021   |     |       |
| Club Gimnasia y Esgrima y Pedernera Unidos | Argentina | 2021-2022   |     |       |
| Club Atlético Unión San Luis               | Argentina | 2022-2023   |     |       |
| Defensores de Potrero de los Funes         | Argentina | 2023        |     |       |

|-

## Palmarés
| Título              | Club                 | País      | Año  |
| ------------------- | -------------------- | --------- | ---- |
| TDI 2012            | Sportivo Estudiantes | Argentina | 2012 |
| Argentino B 2012/13 | Sportivo Estudiantes | Argentina | 2013 |
| Federal A 2014      | Sportivo Estudiantes | Argentina | 2014 |